# Гальс (міфологія)
Гальс (іноді Гала, дав.-гр. Χαλς) — персонаж давньогрецької міфології, чарівниця.
Була служницею, та одночасно чарівницею, Кірки. Втекла від неї. За однією з легенд, коли Одіссей, на схилі років, прибув до неї, Гальс напоїла його своїм зіллям і перетворила на коня — в такому вигляді Одіссей постарів і помер.